# Дмитровский съезд князей

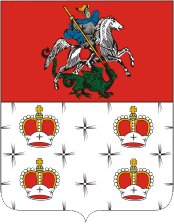
Герб города Дмитрова

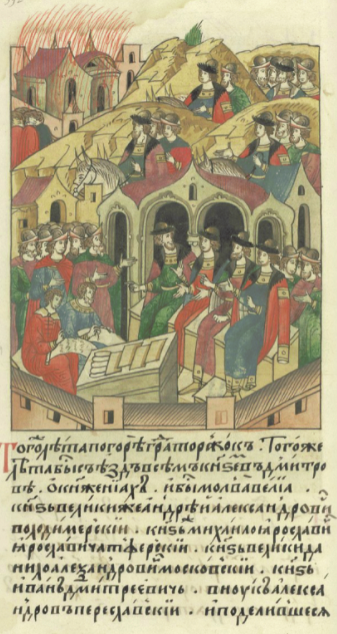
Дмитровский съезд

Дмитровский съезд князей — съезд четырех русских князей Северо-Восточной Руси в 1301 году (между 29 июня и 7 октября) в городе Дмитрове с целью прекращения междоусобицы в составе: 
- Владимирского великого князя Андрея Александровича, сына  Александра Ярославича Невского,
- Тверского князя Михаила Ярославича, племянника Александра Невского,
- Московского князя Даниила Александровича, самого младшего сына Александра Невского
- Переславского князя Ивана Дмитриевича, внука Александра Невского

В ходе переговоров дела свои они закончили дружелюбно, однако Михаил Тверской уехал из Дмитрова в распре с князем Иваном.
Съезд князей не решил проблемы и через четыре года братоубийственная война возобновилась, но тем не менее это примечательное событие нашло своё отражение в будущем гербе города. В 1781 году, после того как Дмитров получил статус уездного города Московской губернии, Высочайшим Указом Императрицы Екатерины II от 20 декабря того же года был утверждён герб города и дано его описание: «В верхней части щита герб Московский. В нижней — четыре Княжеския короны, в горностаевом поле, в память бывшаго в оном городе знаменитаго четырёх Российских князей съезда».
Предыдущий примирительный съезд 1296 года во Владимире был менее удачным.